# 土连翘属
土连翘属（学名：Hymenodictyon）是茜草科下的一个属，为乔木或灌木植物。该属共有约20种，分布于热带亚洲和非洲。